# Wągroda (Suchorzów)
Wągroda – część wsi Suchorzów w Polsce, położona w województwie podkarpackim, w powiecie tarnobrzeskim, w gminie Baranów Sandomierski.
W latach 1975–1998 Wągroda administracyjnie należała do województwa tarnobrzeskiego.
Miejscowa ludność wyznania katolickiego przynależy do Parafii Ścięcia św. Jana Chrzciciela w Baranowie Sandomierskim.